# MathWorld
MathWorld — математический веб-сайт на английском языке, созданный американским астрономом и энциклопедистом Эриком Вайсстайном при поддержке компании Wolfram Research и Национального научного фонда США в рамках гранта «National Science Digital Library» Университета Иллинойса в Урбане-Шампэйн.
Сайт является математической энциклопедией со множеством статей о различных математических понятиях, содержащих большое количество актуальных результатов с обязательными ссылками на научные статьи, в которых эти результаты получены.